# Grande-Bretagne aux Jeux olympiques d'hiver de 2006
Cet article contient des informations sur la participation et les résultats de la Grande-Bretagne et l'Irlande du Nord aux Jeux olympiques d'hiver de 2006 à Turin en Italie. Elles sont représentées par 40 athlètes.

## Médailles
|                                    | Médaille d'or | Médaille d'argent | Médaille de bronze | Total |
| ---------------------------------- | ------------- | ----------------- | ------------------ | ----- |
| Grande-Bretagne et Irlande du Nord | 0             | 1                 | 0                  | 1     |

- - Shelley Rudman  en skeleton F Résultats

## Épreuves

### Biathlon
Hommes
- Tom Clemens

Femmes
- Emma Fowler

### Bobsleigh
Hommes
- Marcus Adam
- Dan Humphries
- Lee Johnston
- Karl Johnston
- Martin Wright.

Femmes
- Nicola Minichiello
- Jackie Davies

### Curling
Hommes
- Euan Byers
- Ewan McDonald
- David Murdoch
- Warwick Smith
- Craig Wilson

Femmes
- Kelly Wood
- Lynn Cameron
- Deborah Knox
- Jacqueline Lockhart
- Rhona Martin

### Luge
Hommes
- Mark Hatton
- AJ Rosen

### Patinage artistique
Hommes
- Sinead Kerr
- John Kerr

### Short-track
Hommes
- Jon Eley
- Paul Stanley.

Femmes
- Sarah Lindsay
- Joanna Williams.

### Skeleton
Hommes
- Kristan Bromley
- Adam Pengilly

Femmes
- Shelley Rudman

### Ski alpin
Hommes
- Chemmy Alcott
- Noel Baxter
- Alain Baxter
- Finlay Mickel
- Roger Cruickshank
- James Leuzinger

### Snowboard
Hommes
- Lesley McKenna
- Daniel Wakeham

Femmes
- Kate Foster
- Zoe Gillings